# Unió Britànica de Feixistes
La Unió Britànica de Feixistes (en anglès: British Union of Fascists – BUF) era un partit polític dels anys trenta en el Regne Unit.

## Història
El partit va ser format el 1932 per l'antic ministre laborista Sir Oswald Mosley. El partit era una unió que abastava diversos partits nacionalistes petits. Mosley es va basar en un altre líder feixista, Benito Mussolini i va modelar el seu partit seguint la línia de moviments feixistes en altres països, sobretot Itàlia. Va instituir un uniforme negre, guanyant el partit el sobrenom de «camises negres». El BUF era anticomunista i proteccionista. Va donar la substitució de la democràcia parlamentària per un sistema d'executius triats amb l'excedent de la jurisdicció les seves pròpies indústries, una mica similar al corporatismo dels feixistes italians. La seva política oficial, segons el representat en discursos i publicacions en els anys 30 eren antisemita.
El BUF tenia 50000 membres actius, fins i tot el Daily Mail es desfeia en elogis envers ells. Malgrat de l'animadversió considerable —de vegades violenta— cap als jueus, el Partit Laborista, els demòcrates i del Partit Comunista de la Gran Bretanya, el BUF encara va trobar electors en l'extrem de l'est de Londres, on en les eleccions del consell del comtat de Londres de 1937 obtenen bons resultats. No obstant això, el BUF mai va plantar cara a una elecció general - van impulsar als seus votants abstenir-se, oferint a la promesa del feixisme la vegada pròxima. Cap a mitjans dels anys trenta, les activitats cada vegada més violentes del BUF, i un malestar cada vegada major en la seva alineació amb el Partit Nazi, van començar a molestar a alguns dels seus partidaris de la classe mitjana. La quantitat de membres i simpatitzants va disminuir per tant. En una reunió en Londres, en 1934, els membres del BUF van estar implicats en una confrontació violenta amb els comunistes, i aquesta dolenta publicitat va fer al Daily Mail retirar la seva ajuda al partit. Amb la seva manca de l'èxit electoral, el partit es va anar allunyant de la política moderada i va ser més cap a l'antisemitisme extrem durant 1934-1935.
Van organitzar diverses marxes i protestes antisemites a Londres, tal com la que va donar lloc a la batalla de Cable Street l'octubre de 1936. No obstant això, els seus afiliats van ser menys de 8.000 abans de fi de 1935. El govern va prohibir usar els uniformes polítics durant les marxes, va requerir l'autorització de la policia per a les marxes polítiques i es va enfrontar amb eficàcia el moviment. El BUF va ser prohibit totalment en maig de 1940, i van internar a Mosley i a 740 feixistes importants durant la Segona Guerra Mundial. Mosley va fer diverses temptatives fracassades de reaparició política després de la guerra. La bandera del BUF va ser adoptada més endavant (esmenada lleument) pel Partit Acció del Poble de Singapur, sota el lideratge de Lee Kuan Yew, que era un conegut de Mosley mentre que ell estudiava a Gran Bretanya.

## Himne del BUF
L'himne de BUF s'assembla fortament al Horst Wessel Lied (himne del NSDAP), i va ser fixat a la mateixa consonància. La lletra és la següent: 
Comrades the voices of the dead battalions,
Of those who fell that Britain might be great,
Join in our song, for they still march in spirit with us,
And urge us on to gain the Fascist state!
We're of their blood, and spirit of their spirit,
Sprung from that soil for whose dear sake they bled,
Against vested powers, Red Front, and massed ranks of reaction,
We lead the fight for freedom and for bread!
The streets are still, the final struggle's ended;
Flushed with the fight we proudly hail the dawn!
See, over all the streets the Fascist banners waving,
Triumphant standards of our race reborn!

## Simbologia
El partit primerament es va adherir a l'ús que feia Benito Mussolini de les fasces, però després va idear l'anomenat Flash and Circle, que esdevingué el seu símbol per excel·lència.